# 삼성출판박물관
삼성출판박물관(三省出版博物館, Samseong Museum of Publishing)은 서울 종로구 구기동에 있는 박물관이다. 1990년 6월 29일에 개관하였으며 삼성출판사에서 운영한다.
한국의 옛 전적 활자, 인쇄기기, 문방사우 등의 출판 관련 자료들이 소장되어 있어 대한민국 출판 인쇄 문화 1천3백년의 흐름을 한눈에 볼 수 있다. 전시장은 상설전시장과 특별전시장으로 나누어 상설전시장에는 활자 문화의 발달사를 쉽게 알 수 있도록 연도별로 전시했다. 훈민정음 언해본, 금속활자본 남명천화상송증도가 등의 유물들이 있다.

## 같이 보기
- 대한민국의 박물관과 미술관 목록